# Kévin Lacroix
Kevin Lacroix (ur. 13 października 1984 w Paryżu) – piłkarz z Gwadelupy, grający na pozycji obrońcy.

## Kariera klubowa
Lacroix przez wiele lat profesjonalnej kariery piłkarskiej występował w niższych ligach Francji i Niemiec. Najpierw spędził cztery lata w czwartoligowym francuskim zespole ESA Brive, a następnie trzy w grającym na tym samym szczeblu rozgrywkowym niemieckim zespole Eintracht Trewir. Latem 2010 roku przeniósł się do Luksemburga. Jego nowym klubem stał się Swift Hesperange.

## Kariera reprezentacyjna
W reprezentacji Gwadelupy zadebiutował w 2010 roku.